# Фернанду Гоміш
Фернанду Гоміш (порт. Fernando Gomes, 22 листопада 1956, Порту — 26 листопада 2022, там само) — колишній португальський футболіст, що грав на позиції нападника.
Більшу частину кар'єри провів у «Порту» та національній збірній Португалії. Один з найкращих бомбардирів Європи 1970-80-х років. Шість разів ставав найкращим бомбардиром португальського чемпіонату. Рекордсмен «Порту» за кількістю забитих голів — 288. Дворазовий володар «Золотого бутсу» найкращого бомбардира Європи, Футболіст року в Португалії (1983).
У складі «Порту» Гоміш триразовий володар Кубка Португалії, п'ятиразовий чемпіон Португалії, володар Кубка чемпіонів УЄФА, Суперкубка УЄФА та Міжконтинентального кубка.

## Клубна кар'єра
Гоміш виділявся ще в молодіжному складі «Порту», а у своєму дебютному матчі в чемпіонаті за основу «Порту» проти команди «Фабріл» в 1974 році забив два голи. За шість сезонів Гоміш взяв участь у 158 матчах чемпіонату. Більшість часу, проведеного у складі «Порту», був основним гравцем атакувальної ланки команди і одним з головних бомбардирів команди, маючи середню результативність на рівні 0,79 голу за гру першості, завдяки чому 1977, 1978 і 1979 року ставав найкращим бомбардиром чемпіонату. За цей час двічі ставав чемпіоном Португалії, причому у 1978 році клуб виграв першість країни вперше за 19 років, а також з командою виборов титул володаря Кубка Португалії.
1980 року перейшов в іспанський «Спортінг» з Хіхона, долучившись до більшості інших ключових гравців «Порту», які покинули клуб на знак підтримки спортивного директора — пізніше президента — Жорже Нуну Пінту да Кошти.
1982 року Гоміш повернувся в «Порту», після чого виступав виключно в чемпіонаті Португалії. Гоміш брав участь у всіх важливих моментах відродження клубу: в 1984 році клуб дійшов до фіналу Кубка Кубків, де поступився «Ювентусу». Нарешті, незважаючи на те, що Гоміш пропустив фінальний матч Кубка європейських чемпіонів 1987 року проти мюнхенської «Баварії» через перелом ноги, він вніс величезний внесок в успіх команди — він забив п'ять м'ячів у переможній кампанії клубу, в тому числі важливий другий гол у ворота київського «Динамо» в півфіналі. Гоміш встиг одужати до матчу за європейський Суперкубок проти «Аякса» і Міжконтинентальний кубок проти «Пеньяроля», в обох випадках суперники були переможені, а Гоміш був названий гравцем матчу у другій грі.
Крім того, Гоміш також виграв ще три чемпіонати, два кубка і три суперкубка Португалії. У зв'язку з особистими конфліктами з керівництвом клубу 1989 року Гоміш пішов в «Спортінг», закінчивши кар'єру після завершення сезону 1990/91.
Гоміш завершив кар'єру футболіста з 318 голами в 405 матчах. Прізвисько «Бі-бота» він отримав після того, як в 1983 і 1985 роках отримав два «Золотих бутси». Він залишався найкращим бомбардиром національної ліги протягом більш ніж двох десятиліть. По завершенні кар'єри він повернувся в «Порту» як представник клубу.

## Виступи за збірну
1975 року дебютував в офіційних матчах у складі національної збірної Португалії.
У складі збірної був учасником чемпіонату Європи 1984 року у Франції, на якому команда здобула бронзові нагороди, та чемпіонату світу 1986 року у Мексиці.
Протягом кар'єри у національній команді, яка тривала 14 років, провів у формі головної команди країни 48 матчів, забивши 13 голів.

## Титули і досягнення
| - Чемпіон Португалії (5): «Порту»: 1977-78, 1978-79, 1984-85, 1985-86, 1987-88 - Володар Кубка Португалії (3): «Порту»: 1976-77, 1983-84, 1987-88 - Володар Суперкубка Португалії (3): «Порту»: 1983, 1984, 1986 | - Володар Кубка європейських чемпіонів (1): «Порту»: 1986-87 - Володар Суперкубка Європи (1): «Порту»: 1987 - Володар Міжконтинентального кубка (1): «Порту»: 1987 | - Найкращий бомбардир чемпіонату Португалії (6): 1976-77 (26 голів), 1977-78 (25 голів), 1978-79 (27 голів), 1982-83 (36 голів), 1983-84 (21 гол), 1984-85 (39 голів) - Володар «Золотого бутсу» найкращого бомбардира Європи (2): 1983, 1985 - Футболіст року в Португалії (1): 1983 |

## Статистика виступів
| Клуб               | Сезон             | Ліга | Ліга | Кубки | Кубки | Єврокубки | Єврокубки | Інші | Інші | Разом | Разом |
| Клуб               | Сезон             | Ігри | Голи | Ігри  | Голи  | Ігри      | Голи      | Ігри | Голи | Ігри  | Голи  |
| ------------------ | ----------------- | ---- | ---- | ----- | ----- | --------- | --------- | ---- | ---- | ----- | ----- |
| «Порту»            | 1974/75           | 24   | 14   | 2     | 3     | 2         | 1         | 0    | 0    | 28    | 18    |
| «Порту»            | 1975/76           | 23   | 10   | 2     | 2     | 3         | 1         | 0    | 0    | 28    | 13    |
| «Порту»            | 1976/77           | 28   | 26   | 6     | 8     | 1         | 0         | 0    | 0    | 35    | 34    |
| «Порту»            | 1977/78           | 25   | 24   | 7     | 4     | 1         | 1         | 0    | 0    | 33    | 29    |
| «Порту»            | 1978/79           | 29   | 27   | 1     | 0     | 2         | 1         | 0    | 0    | 32    | 28    |
| «Порту»            | 1979/80           | 29   | 23   | 5     | 6     | 4         | 2         | 1    | 0    | 39    | 31    |
| «Порту»            | Разом             | 158  | 124  | 23    | 23    | 13        | 6         | 1    | 0    | 195   | 153   |
| «Спортінг» (Хіхон) | 1980/81           | 4    | 1    | 0     | 0     | 0         | 0         | 0    | 0    | 4     | 1     |
| «Спортінг» (Хіхон) | 1981/82           | 23   | 11   | 9     | 4     | 0         | 0         | 0    | 0    | 32    | 15    |
| «Спортінг» (Хіхон) | Разом             | 27   | 12   | 9     | 4     | 0         | 0         | 0    | 0    | 36    | 16    |
| «Порту»            | 1982/83           | 29   | 36   | 7     | 13    | 4         | 0         | 0    | 0    | 40    | 49    |
| «Порту»            | 1983/84           | 24   | 22   | 4     | 1     | 8         | 4         | 0    | 0    | 36    | 27    |
| «Порту»            | 1984/85           | 30   | 39   | 6     | 3     | 2         | 2         | 4    | 2    | 42    | 46    |
| «Порту»            | 1985/86           | 30   | 20   | 4     | 1     | 4         | 0         | 2    | 0    | 40    | 21    |
| «Порту»            | 1986/87           | 26   | 21   | 5     | 3     | 8         | 5         | 2    | 2    | 41    | 31    |
| «Порту»            | 1987/88           | 30   | 21   | 4     | 0     | 1         | 0         | 3    | 1    | 38    | 22    |
| «Порту»            | 1988/89           | 15   | 5    | 2     | 1     | 3         | 0         | 0    | 0    | 20    | 6     |
| «Порту»            | Разом             | 184  | 164  | 32    | 22    | 30        | 11        | 11   | 5    | 257   | 202   |
| Усього за «Порту»  | Усього за «Порту» | 342  | 288  | 55    | 45    | 43        | 17        | 12   | 5    | 452   | 355   |
| «Спортінг»         | 1989/90           | 26   | 9    | 1     | 0     | 2         | 0         | 0    | 0    | 29    | 9     |
| «Спортінг»         | 1990/91           | 37   | 22   | 3     | 2     | 10        | 5         | 0    | 0    | 50    | 29    |
| «Спортінг»         | Разом             | 63   | 31   | 4     | 2     | 12        | 5         | 0    | 0    | 79    | 38    |
| Всього за кар'єру  | Всього за кар'єру | 432  | 331  | 68    | 51    | 55        | 22        | 12   | 5    | 567   | 409   |